# 刘虎 (记者)
刘虎（1975年9月7日—），重庆渝北区人，中国大陆记者，曾就职于《新快报》。

## 實名舉發貪腐
2013年7月29日，刘虎在微博实名举报前重慶副市長、中华人民共和国国家工商行政管理总局副局长马正其等贪腐官员，指出“马正其在重庆期间在处理国企改制事宜上涉嫌严重渎职，致数千万元国资被侵占”。
2013年7月30日，《京华时报》採訪前万州区蔬菜饮食服务公司工会主席赖东，其表示「自2003年起有百余名职工举报国有资产流失， 向重庆和中央纪检部门举报国有资产流失，但每次都是打回万州区，一直没结果，直到2008年，职工们掌握了马正其签字的文件，据此认为他有渎职行为，但仍举报无果」。
2013年8月23日，刘虎被以“造谣”罪名被北京市警察在重庆市渝北区的家里刑事拘留，警察带走他的笔记本电脑和台式电脑，批捕罪名是“诽谤”罪。之后，刘虎被羁押在北京市一级看守所。
9月30日，北京警方以涉嫌诽谤罪对刘虎执行逮捕，羁押在北京市第一看守所。12月31日，刘虎被以涉嫌诽谤罪移送审查起诉。此事一经宣布引起舆论哗然。
2014年8月3日，被以取保候审名义释放。
2015年9月10日，北京市东城区人民检察院正式对刘虎涉嫌诽谤罪案件做出不起诉决定。刘虎表示将申请国家赔偿，并称自己不会转行，还会继续做记者。

## 奖项
| 年份 | 颁奖方                     | 奖项         | 是否得奖 | 备注   |
| ---- | -------------------------- | ------------ | -------- | ------ |
| 2014 | 国际记者人权组织记者无国界 | 百位新闻英雄 | 獲獎     | [ 11 ] |